# La familia de al lado
 (срп. Породица из суседства) чилеанска је теленовела, продукцијске куће TVN, снимана 2010. Оригинална прича Хосе Игнасија Валензуеле, испуњена мистеријама и загонеткама, својеврстан је спој драмских серија и психолошких трилера.

## Синопсис
Ренато Фабрес угледни је милионер и предузетник који се својом лукавошћу успешно снашао у пословном свету, а његово име постало је синоним за моћ и богатство. Заједно са супругом Евом створио је породицу на коју је поносан, а чини је њихово троје деце: Игнасија, Карола и Бенхамин.
Са друге стране, Хавијер Руис-Тагле и Пилар Еченике њихове су комшије, какве би свако могао пожелети. Труде се да све што раде, раде исправно. Дипломиравши са одличним успехом, венчали су се, добили двоје деце и сада чине једну наизглед савршену породицу, добродошлу у сваки дом. Фабресови и Руис-Таглеови блиски су пријатељи већ годинама. Познају се. Цене једни друге. И одржавају добре међуљудске односе. Током низа година, ове две породице живе у правој хармонији.
Док већина Фабресових послова даје изванредне резултате, тако се и брак Хавијера и Пилар чини складним - испуњен је разним успесима. Али, изненадна појава човека по имену Гонсало Ибањез промениће њихове животе заувек. Гонсало се жени Ренатовом ћерком Игнасијом, али на сам дан венчања сазнаје да у кући где ће живети са супругом живи и брат близанац њеног покојног мужа. Ибањес убрзо схвата да Фабресови нису оно за шта се представљају, и уз помоћ привлачне сусетке Пилар почиње да истражује ... Многе тајне ће испливати на видело у мистериозној причи у којој ... Ништа није као што изгледа.

## Опис и карактеризација ликова
- Гонсало Ибањез: Гонсало Ибањез угледни је адвокат чије је име синоним за успех, али и мистерија. Упознавши Игнасију Фабрес, међу њима се развија страствена веза, па се након кратког времена одлучују венчати и живети заједно. Управо када се све чини идиличним, Гонсало открива да је Игнасијин први муж, Уго, умро у њиховој кући под тајанственим околностима. У потрази за одговорима, схвата како је породица Фабрес далеко од онога каквима се настоје представити, укључујући и његову сопствену супругу. Ни не приметивши, Гонсало ће се уплести дубоко у тмурну причу која се обавија око породице Фабрес, а повратка назад више неће бити. Једини спас пронаћи ће у атрактивној суседи, Пилар, у коју ће се заљубити већ од првог сусрета. Али, ствари неће бити нимало једноставне и мораће се суочити са неизбежним последицама које ће му њихова веза донети.
- Игнасија Фабрес: Наизглед нежна и слаба, Игнасија Фабрес је жена која тражи заштиту у својој породици и онима који ју воле. Али, иза маске наивности и искрености, крије се особа која јако добро зна што жели. Не преза ни пред чим како би остварила своје циљеве, чак ни пред преваром. Како је недавно остала удовица, изненада се одлучила венчати са Гонсалом и тако заборавити све лоше тренутке које је проживела због смрти свога покојног мужа, Уга. Али, сумњиве околности које се вежу уз овај случај, неће је пустити на миру и ствараће препреке у њеном новом животу са Гонсалом. Посебно када на површину испливају компромитирајући докази и тајне које се толико труди сакрити.
- Хавијер Руиз-Тагле: Гонсалов сарадник и Пиларин супруг, Хавијер је типичан пример наизглед савршеног човека: атрактиван мушкарац, добар отац и супруг, те врло успешан адвокат. Због свега тога, осећа се као у центру света, иако каткад сматра да је потцењен од стране других. Наизглед прави каваљер. Али, како савршен човек не постоји, и он ће убрзо показати своју другу страну. Ону мрачну, испуњену мржњом, посесивношћу и бесом када му ствари измичу контроли. У тој мери да је способан претворити се у опасну особу, спремну на све да задржи свој статус и породичну идилу. Нико га не би пожелео за ривала, а још мање за непријатеља.
- Пилар Еченике: Пилар, Хавијера супруга, нежна је и наивна жена која жели само најбоље својој породици. Иако је психолог по занимању, своју каријеру оставила је по страни како би се посветила одгоју своје деце, Андрее и Дијега, и тако изградила породицу какву је одувек прижељкивала. Поносна је на Хавијера, и заједно с њим, осећа да све тече савршено по плану. Али, долазак Гонсала Ибанеза изазваће велику буру у њеном животу, схватајући да се не могу одупрети хемији која се створила међу њима. Када јој се брак почне распадати и на видело изађу дуго скриване тајне, Пилар ће увидети да свако, па тако и она, заслужује другу шансу у животу.
- Леонардо Акоста: Угов брат близанац, који живи окован у инвалидским колицима и има проблема са изражавањем, што је последица неуролошке болести од које пати још од рођења. Због тога је поприлично отуђен од спољашњег света и увелико зависи од других. Обожава Каролу, која је с временом постала једна врста његове личне медицинске сестре. Велико дивљење осећа и према Пилар, која му је пружила психолошку помоћ након смрти његовог брата Уга. Иако се чини да Леонардо зна пуно више него што би требало, његово физичко стање препрека је која га држи удаљеним од других.
- Карола Фабрес: Карола Фабрес је, без сумње, црна овца у својој породици. Са неизмерно много енергије, права је девојка која се лудо проводи ноћу, а спава дању. Никада није имала стабилну љубавну везу, те је у константном сукобу са сестром Игнасиом, којој завиди у много чему. Дубоко у срцу, још је увек боли Угова смрт, јер је био њена једина права љубав у животу са којим је одржавала тајну везу. Сада се њена опсесија манифестује у облику бриге о Леонарду, Уговом брату близанцу, а бес искаљава на своју сестру Игнасију. Свађе ће постати још горе када се у кућу Фабресових усели Гонсало, којег ће Карола покушати завести не би ли напакостила сестри.
- Ренато Фабрес: Власник огромног богатства и глава породице, Ренато Фабрес човек је у годинама који већ дуго сања о унуку. За њега, друштвени положај и крвна веза једнако су важни колико и новац. Док живи складно са своје троје деце, Игнасијом, Карол и Бехамином, тако одржава и чврсту везу са својом супругом, Евом. Али, она која га чини да се осећа живим јесте најстарија кћерка Игнасија, његов највећи понос. Због тога, биће уверен да је у њеном новом супругу, Гонсалу, пронашао пријатеља и чврстог савезника коме ће моћи да повери своје послове. Ипак, ситуација неће бити тако једноставна, јер ће нови припадник у породици Фабрес изазвати велике главобоље када се открију годинама скриване тајне.
- Ева Спенсер: Ева је Ренатова супруга, манипулаторка навикла да све буде по њеном. Иако често коментари јој нису на месту, понекада има право у ономе што говори. Домаћица је у пуном смислу речи, а због њеног доброг осећаја за посматрање и слушање, често сазна више него што жели. Иза маске хладне и чврсте особе, крије се жена која кривим поступцима одгаја своју децу. Док свом млађем сину, Бенхамину, опрашта све, Каролине поступке увек неодобрава, сматрајући да је кренула потпуно погрешним путем у животу. Улазак Гонсала Ибањеза у њихове животе нимало јој се не свиђа, посебно јер осећа велико неповерење према њему, с обзиром да се њена ћерка заљубила и удала у тако кратком року. И нико је не може разуверити у тврдњи да ће Гонсалова присутност нарушити мир у њиховој породици.
- Бенхамин Фабрес: Бенхамин је најмлађи члан породице Фабрес. Весео, отворен и љубазан тип, и добар брат. Опседнут је видеима, технологијом и рачунарима; због тога је с временом претворио своју спаваћу собу у право технолошко чудо, откуд путем камера контролише све што се догађа у његовој близини. Када се почну откривати сумњиве околности које окружују Угову смрт, постаће Гонзалов савезник у истрази која следи. А док схвата да је лудо заљубљен у Илду, младу слушкињу, сазнаће да су се под њиховим кровом догодиле страшне трагедије.
- Ребека Еченике: Ребека је Пиларина полусестра, успешан адвокат, која је каријеру остварила у иностранству. Хладна и бескрупулозна. Схвативши да ју је њен став и карактер удаљио од породице, одлучна је да се поново зближи са својом сестром. Проблем настане када опсесивно пожели све што Пилар има, укључујући њеног мужа и децу. И док Руиз-Таглеови ни не примећују, Ребека постаје део њихове породичне рутине, која ће заменити Пилар у многим кућним навикама ... И нечему више.
- Илда Гонзалес: Илда је помало наивна и стидљива девојка, која почне радити у кући Фабресових за новопечени млади брачни пар, Игнасију и Гонсала. Нибалдова и Јоландина нећакиња долази са југа државе, девојка је пристојног понашања, а свој посао ради ефикасно и без поговора. Иако је у почетку пуна ентузијазма према своме радном месту, Илда ће ускоро потпуно изгубити главу за Бенхамином. Ситуација ће к томе бити још тежа јер је свесна да је њихову љубав тешко остварити. Док је већина уверена како је реч о обичној младалачкој заљубљености, њена осећања према Бенхамину пуно су искренија него што претпоставља. А Илда ће бити спремна на све да то и докаже.
- Нибалдо Гонзалес: Нибалдо је верни возач Рената Фабреса. Радан и забаван човек, чији је сан да научи енглески језик како би могао отићи у САД и остварити амерички сан. Срећно је ожењен Јоландом, с којом заједно ради у породици Фабресових. Иако имају складан брак, Нибалдо се повремено петља са слушкињом Руиз-Таглеових, Карен, са којом одржава ванбрачну везу. Свестан је чињенице да Фабресови крију многе тајне, јер је и сам у више наврата био сведок разговора које није смео чути. Али, његова оданост ипак је јача од свега.
- Јоланда Сануеза: Нибалдова супруга је марљива жена, перфекциониста по природи и надасве одана. Јоланда Сануеза већ дуги низ година ради за Фабресове, десна је рука гђе. Еве, па је упозната са бројним тајнама које породица крије. Такође, једна је од ретких која се брине за Леонарда. Брижно га пази и чува као сопствено дете. Главна препрека која јој ствара проблеме у браку јесте разлика у годинама између ње и Нибалда. Зато је често несигурна у себе и уверена да ће је супруг напустити. Њене сумње могле би се потврдити кад сазна да Нибалдо крије одређене ствари од ње, па ће учинити све не би ли га ухватила у превари.
- Карен Ортега: Карен је слушкиња у кући Руиз-Таглеових, и непрестано машта о великим успесима које жели постићи. Уверена како је требало да се роди у богатој породици, сматра да је живот био јако неправедан према њој. Завидна и љубоморна, увек жели све што други имају. Зато јој је Нибалдо савршена прилика да побољша свој статус, заради више новца и омогући си бољи живот. А то ће створити љубавни троугао у браку Фабресових радника.
- Андреа Руиз-Тагле: Андреа је Пиларина и Хавијерова кћерка. Млада бунтовница која по целом дану виси на интернету, све је самоуверенија у својим одлукама, одлучна да постане што самосталнија пред својим брижним родитељима. Узор проналази у Кароли Фабрес, према којој осећа дивљење и поштовање. Жели наставити њеним стопама не би ли постала права одрасла особа. Хировита девојка, најстарије дете Руиз-Таглеових, опседнута је Бенхамином и спремна на све како би га освојила. Упркос његовој вези са Илдом.
- Дијего Руиз-Тагле: Млађе Пиларино и Хавијерово дете. Дијего је повучен и плашљив дечак, врло привржен мајци. Због свог срамежљивог карактера, често је тема спрдње својих другова у школи, али и особе која га малтретира путем приетећих интернет писама. Злостављање које трпи у школи учинило га је још више усамљеним него што јесте, па с временом угасило жељу да се дружи са својим вршњацима. Уз све то, док спава га прогоне ноћне море због којих се више пута уплашено пробуди усред ноћи.

## Улоге
| Глумац:               | Улога:                            |
| --------------------- | --------------------------------- |
| Алваро Рудолфи        | Гонсало Ибањез                    |
| Марија Елена Свет     | Пилар Еченике                     |
| Хорхе Забалета        | Хавијер Руиз Тагле                |
| Лус Валдивиесо        | Игнасија Фабрес                   |
| Кристијан Ариагада    | Леонардо Акоста                   |
| Франсиска Левин       | Карола Фабрес                     |
| Марија Хосе Иљанес    | Ребека Еченике                    |
| Хаиме Вадељ           | Ренато Фабрес                     |
| Кока Гуазини          | Ева Спенсер                       |
| Пабло Дијаз           | Бенхамин Фабрес                   |
| Антонија Санта Марија | Илда Гонзалес                     |
| Марикармен Аригориага | Јоланда Сануеза                   |
| Анита Реевес          | Мабел Вергара                     |
| Констанса Пиколи      | Андреа Руиз Тагле                 |
| Клаудио Аредондо      | Нибалдо Гонзалес                  |
| Лорето Араиа Аиала    | Карен Ортега                      |
| Ђовани Кареља         | Дијего Руиз Тагле                 |
| Хавијера Рамос        | Кармен Салазар                    |
| Луис Аларкон          | Игор Мора                         |
| Сандра О'Рајан        | суткиња Пилар и Хавијера          |
| Иниго Урутиа          | Матијас Санта Марија              |
| Кармен Глорија Брески | Роса Мунита Јен                   |
| Росарио Валенсуела    | Марисол Мерино                    |
| Емилио Едвардс        | Данило Салас                      |
| Едуардо Кантиљана     | Родриго Фабрес                    |
| Роми Салинас          | Лидија Роман                      |
| Ана Лус Фигероа       | Тереса Сандовал                   |
| Ремихио Ремеди        | Рикардо Мерино                    |
| Пауло Орего           | Алфредо Сифуентес                 |
| Ернесто Гутјерез      | Педро Гомез                       |
| Фелипе Контрерас      | Ефраин Доносо                     |
| Марија Гонзалес       | Ортенциа Акоста                   |
| Отилија Кастро        | директорка старачког дома         |
| Панчо Гонзалес        | директор школе                    |
| Луис Едуардо Кампос   | Дијегов друг                      |
| Себастијан Гоја       | детектив којег је унајмио Хавијер |
| Давор Гјурановић      | водитељ                           |
| Серхио Силва          | кријумчар дроге                   |
| Уго Васкез            | Ребекин доктор                    |

## Занимљивости

### Идеја и тематике
"La familia de al lado" прва теленовела којом се Хосе Игнасио Валензуела представио на чилеанском националном каналу TVN Chile. Претходоно је радио за Канал 13 где се прославио теленовелама "Amor a domicilio", "Marparaíso", "Don amor" и "Cuenta conmigo". Са писањем теленовеле, аутор Хосе Игнасио, започео је крајем 2009. Инспирацију је пронашао у новинском чланку о особи са Кариба која је лажирала своју смрт како би преварила породицу и у резултатима анкете по којој су чилеанци врло неповерљиви - свега 14% њих верује особама са којим живе. На основу тога одлучио је направити причу о неповерењу, која ће садржати елементе напетости и мистерије.
Идеје за заплете и преокрете, аутор је нашао и у филмовима Алфреда Хичкока. Тако се на зиду Бенхаминове собе могу видети плакати познатих Хичкокових дела, "Прозор у двориште" и "Ребека".
Током снимања, у игри за назив теленовеле били су наслови "Параноја" (Paranoia) и "Кућа из суседства" (La casa de al lado). На крају је одлучено да ће се теленовела звати "Породица из суседства" (La familia de al lado). Један од алтернативних назива, "La casa de al lado" на крају је прихватио Телемундо за свој римејк.

### Промотивни спотови и интернет странице
Крајем јула 2010. емитован је први промотивни видео-спот за теленовелу који је наишао на позитивне реакције публике, док су појединци замерили на недовољној оригиналности. Наиме, први део видео-спота неодољиво подсећа на америчку серију "Очајне домаћице", а други део инспирисан је трејлерима америчких филмова "Самац" и "Америчка лепота".
Осим трејлера и промотивних видео-снимака, непосредно пре почетка емитовања покренути су и Фејсбук профили ликова који су се међусобно дописивали, баш попут стварних особа. Први који су добили своје странице били су ликови Пилар, Игнасија и Бенхамин.
С почетком емитовања теленовеле у Чилеу, покренута је веб-серија под називом "La ventana de Borja" у којој су се износиле разне теорије о могућим кривцима, и пратили трагови које је откривала теленовела из епизоде у епизоду.

### Глумци
Марији Елени Свет и Хорхеу Забалети, који глуме брачни пар, био је ово још један у низу заједничких пројеката. Обоје су имали улоге у чак седам теленовела: "Заводници", "Hippie", "", "", "Papi Ricky", "Hijos del Monte" i "Los ángeles de Estela". Ово је уједно и прва улога негативца у каријери Хорхеа Забалете.
Кристијан Ариагада, који тумачи ликове близанаца Уга и Леонарда Акосте, хрватског је порекла са мајчине стране. Пуно име му је Кристијан Андрес Ариагада Бижаца. У једном од интервјуа изјавио је како му је ова улога међу најзахтевнијим у каријери.

### Гледаност и успех серије
Прва епизода забележила је гледаност од 26%, а у појединим тренуцима достизала је и до 28%. Тим рејтингом победила је теленовелу "Primera dama" конкурентског Kанала 13. Готово током целог свог емитовања задржала је прво место у гледаности тв серија.

### Спонзори серије
Током емитовања на националном каналу, свакодневно су рекламирани спонзори серије, и то у облику плаката, мобилних уређаја, аута или видео-зидова у разним деловима града. Реч је о банци "Ripley" и мобилној компанији "Entel", а највећу рекламу свакако је добила марка аутомобила "Хјундаи". Ликови у серији користили су најновије моделе ове марке, доприносећи јој тако добру рекламу.
Модели који су били у употреби су:
| Модел аутомобила | Лик који га је користио  |
| ---------------- | ------------------------ |
|                  | Хавијер                  |
|                  | Пилар                    |
|                  | Гонсало                  |
|                  | Игнасија, Ребека и Мабел |
|                  | Ренато                   |
|                  | Ева                      |
|                  | Карола                   |
|                  | Матијас                  |
|                  | Роса                     |

### Остале занимљивости
Музичка тема Бенхамина и Илде је песма "Cuando me enamoro" Енрикea Иглесијаса и Хуана Луиса Гуере, која је уједно и насловна песма Телевисине теленовеле истоименог назива (у Србији преведена као Сестре).
У неколико епизода теленовеле појављује се Розарио Валензуела у улози Марисол Мерино. Розарио је у стварном животу сестра Хосе Игнасија Валензуеле, аутора теленовеле.
Због вечерњег термина од 20:00 сати, серија је закинута за слободније сцене какве имају касновечерње серије у Чилеу. Ипак, тематика породичног насиља није запостављена. Иако се већином приказивала кроз психичко злостављање, у пар наврата приказана је и као физичко, па тако у једној епизоди Хавијер ошамари своју супругу, Пилар.
На матичном каналу TVN Chile епизоде су емитоване у трајању од 25 минута, због чега серија садржи 125 епизода у националној верзији. Интернационална верзија у трајању око 40 минута по епизоди броји 85 епизода.
У једној од последњих епизода серије, направљена је референца на познати британски филм "Love Actually" (У ствари љубав) у сцени када Илда моли за опрост Бенхамина користећи се низом папира на којима су исписани њени осећаји. Сличну ствар учинио је и Марк за Џулијет у филму "У ствари љубав".

### Телемундов римејк
У првој половини 2011. године, америчка продукцијска кућа Телемундо започела је са снимањима римејка под називом "La casa de al lado" (Кућа из суседства). Главне улоге припале су Марици Родригез, Габријелу Порасу, Катерине Сијачоке и Мигелу Варонију. За адаптацију задужен је Хосе Игнасио Валензуела који је аутор и оригиналне верзије. Иако је већина ствари остала иста као у чилеанској верзији, неке ситнице су ипак промењене. Тако је презиме Фабрес постало Конде, Еченике је прешло у Арисменди, а Уго и Бенхамин постали су Адолфо и Емилио.

## Музика
"La familia de al lado", као и већина новијих серија из TVN Chile продукције, не садржи уводну и одјавну шпицу, које су иначе једна од главних обележiја теленовела. Тако је изостављена и музичка тема. Ипак, у серији се појављују следеће песме:
- - "" (Пиларина и Гонсалова љубавна тема)
- Enrique Iglesias & Juan Luis Guerra - "Cuando me enamoro" (Илдина и Бенхаминова љубавна тема)

У осталим сценама коришћени су инструментали из KPM Musichouse библиотеке. Реч је о продукцијској музици, специјализованој за употребу у филмовима, серијама, документарцима и осталим тв производима. KPM Musichouse настала је спајањем KPM-а (EMI одељак) и Musichouse-a, компаније коју је EMI основао 1997. године.
Листа инструментала коришћених у "La familia de al lado":
| Архивирано на веб-сајту (10. фебруар 2021) -                   | Архивирано на веб-сајту (10. фебруар 2021) -                               | Архивирано на веб-сајту (10. фебруар 2021) -   |  |
| Архивирано на веб-сајту (10. фебруар 2021) -                   | Архивирано на веб-сајту (10. фебруар 2021) -                               | Архивирано на веб-сајту (10. фебруар 2021) -   |  |
| Архивирано на веб-сајту (10. фебруар 2021) -                   | Архивирано на веб-сајту (10. фебруар 2021) -                               | Архивирано на веб-сајту (10. фебруар 2021) -   |  |
| Архивирано на веб-сајту (10. фебруар 2021) -                   | Архивирано на веб-сајту (10. фебруар 2021) -                               | Архивирано на веб-сајту (10. фебруар 2021) -   |  |
| & -                                                            | & -                                                                        | & -                                            |  |
| & -                                                            | & -                                                                        | & -                                            |  |
| & -                                                            | & -                                                                        | & -                                            |  |
| Архивирано на веб-сајту (10. фебруар 2021) -                   | Архивирано на веб-сајту (10. фебруар 2021) -                               | Архивирано на веб-сајту (10. фебруар 2021) -   |  |
| Архивирано на веб-сајту (10. фебруар 2021) -                   | Архивирано на веб-сајту (10. фебруар 2021) -                               | -                                              |  |
| Архивирано на веб-сајту (10. фебруар 2021) - Desperate Pursuit | Архивирано на веб-сајту (10. фебруар 2021) -                               | Архивирано на веб-сајту (10. фебруар 2021) -   |  |
| -                                                              | Архивирано на веб-сајту (10. фебруар 2021) & -                             | Архивирано на веб-сајту (10. фебруар 2021) -   |  |
| Архивирано на веб-сајту (10. фебруар 2021) -                   | Архивирано на веб-сајту (10. фебруар 2021) -                               | Архивирано на веб-сајту (10. фебруар 2021) -   |  |
| & - Avataros                                                   | & -                                                                        | & -                                            |  |
| & -                                                            | & -                                                                        | Архивирано на веб-сајту (10. фебруар 2021) & - |  |
| Архивирано на веб-сајту (10. фебруар 2021) -                   | Архивирано на веб-сајту (10. фебруар 2021) & -                             | Архивирано на веб-сајту (10. фебруар 2021) & - |  |
| Архивирано на веб-сајту (10. фебруар 2021) -                   | Архивирано на веб-сајту (22. фебруар 2021) -                               | Архивирано на веб-сајту (10. фебруар 2021) -   |  |
| Архивирано на веб-сајту (10. фебруар 2021) -                   | Архивирано на веб-сајту (10. фебруар 2021) -                               | Архивирано на веб-сајту (10. фебруар 2021) -   |  |
| Архивирано на веб-сајту (10. фебруар 2021) -                   | Архивирано на веб-сајту (10. фебруар 2021) -                               | & -                                            |  |
| & -                                                            | Архивирано на веб-сајту (10. фебруар 2021) Sheridan Tongue - Night Watcher | Архивирано на веб-сајту (10. фебруар 2021) -   |  |
| Архивирано на веб-сајту (10. фебруар 2021) -                   | Архивирано на веб-сајту (10. фебруар 2021) -                               | Архивирано на веб-сајту (10. фебруар 2021) -   |  |
| Архивирано на веб-сајту (10. фебруар 2021) -                   | Архивирано на веб-сајту (10. фебруар 2021) -                               | Архивирано на веб-сајту (10. фебруар 2021) -   |  |
| Архивирано на веб-сајту (10. фебруар 2021) -                   |                                                                            |                                                |  |